# 安妮 (藝人)
安妮（羅馬化：Anna (Anechka) Marchenko，直译：「安雅奇卡·馬爾琴科」；1988年11月23日—），俄羅斯籍模特兒、電視主持人、演員，活躍於臺灣。安妮自高中參與公益活動，曾在俄羅斯、台灣、尼泊爾參與許多公益活動。

## 生平
安妮出生于海參崴，父親是烏克蘭人，母親是俄羅斯人。其胞妹為YouTuber 「旅遊真台灣」（Lena and Patrick）中的Lena。
安妮18歲高中畢業成績第一，進入俄羅斯遠東地區最負盛名的大學遠東聯邦大學，20歲時，她獲得日本政府獎學金前往東京早稻田大學交換學習，之後擔任NHK電視台的旅遊節目主持人。 2011年移居台灣，就讀中國文化大學戲劇學系碩士班。她加入伊林娛樂，開始從事模特兒及主持工作。主持节目包括衛視中文台《就愛台灣味》。2017年在台灣考取丙級中餐(葷食)烹調技術士。2024年2月取得中華民國國籍與護照。

## 演出作品

### 電視劇
| 年份   | 電視台     | 劇名       | 角色   | 性 質 |
| ------ | ---------- | ---------- | ------ | ----- |
| 2015年 | 民視       | 嫁妝       | 安琪   |       |
| 2017年 | 三立台灣台 | 一家人     | 娜塔莉 |       |
| 2018年 | 三立台灣台 | 金家好媳婦 | 安妮   | 客串  |

### 電影
| 年份   | 劇名          | 角色             | 性 質 |
| ------ | ------------- | ---------------- | ----- |
| 2015年 | OPEN！ OPEN！ | 鳳梨頭的老師     |       |
| 2021年 | 詭祭          | Anastasia Rublov |       |

## 主持作品

### 電視節目
| 播出頻道   | 節目名稱         |
| 中視       | 《綜藝玩很大》   |
| 衛視中文台 | 《就愛台灣味》   |
| 華視       | 《綜藝菲常讚》   |
| 八大       | 《WTO姐妹會》    |
| 八大       | 《娛樂百分百》   |
| 三立       | 《綜藝大熱門》   |
| 民視       | 《綜藝大集合》   |
| 中天綜合台 | 《麻辣天后傳》   |
| 中天綜合台 | 《小明星大跟班》 |
| 三立       | 《愛玩客》       |
| 三立都會台 | 《型男大主廚》   |
| 民視       | 《舞力全開》     |
| TVBS       | 《女人我最大》   |
| 東森超視   | 《二分之一強》   |
| 衛視中文台 | 《歡樂智多星》   |
| TVBS       | 《小燕有約》     |
| 中天綜合台 | 《大學生了沒》   |
| 中視       | 《飢餓遊戲》     |

| 播出頻道    | 節目名稱           |
| NHK         | 外景               |
| 衛視中文台  | 《就愛台灣味》     |
| 中視        | 《我家有個總鋪師》 |
| 緯來        | 《來自星星的事》   |
| 有線電視CH3 | 《幸福新民報》     |

## 出版作品

### 平面雜誌
- 《FHM男人幫》
- 《皖美誌》
- 《SALUTE莎露時尚生活誌》
- 《COSMOPOLITAN柯夢波丹》
- 《VOGUE》

### 個人寫真自傳
- 2016 《窺視安妮》個人寫真自傳

### 個人寫真
- 2019 《透明的妮》個人寫真
- 2021 安妮 Annie· 2022 Calendar：Love yourself first

## 活動出席
- 2016 StarWorld 粉紅日
- 2017 國際便當節
- 2017 白色情人節-柯夢大來賓
- 2017 代言宗教文化地圖
- 2017 LACHELN德國休閒服飾代言活動
- 2017 客家料理節
- 2017 淡水好時尚職人舞台
- 2017 華歌爾代言活動

## 外部連結
- 安妮的Facebook專頁
- 安妮的Instagram帳戶